# Aguiar da Beira
Aguiar da Beira es una villa portuguesa perteneciente al distrito de Guarda, región Centro y comunidad intermunicipal de Viseu Dão-Lafões, con cerca de 1500 habitantes. Se encuentra a 781 metros de altitud.

## Geografía
Es sede de un municipio de 2063,75 km² de área y 5228 habitantes (2021), subdividido en 10 freguesias. El municipio están limitados al norte por Sernancelhe, al este por Trancoso, al sureste por Fornos de Algodres, al suroeste por Penalva do Castelo y al oeste por Sátão.

## Demografía
| Gráfica de evolución demográfica de Aguiar da Beira entre 1849 y 2021 |
|                                                                       |
| Datos según el nomenclátor publicado por el INE portugués.            |

## Freguesias
Las freguesias de Aguiar da Beira son las siguientes:
- Aguiar da Beira e Coruche
- Carapito
- Cortiçada
- Dornelas
- Eirado
- Forninhos
- Pena Verde
- Pinheiro
- Sequeiros e Gradiz
- Souto de Aguiar da Beira e Valverde

## Historia
Aguiar da Beira es una villa portuguesa muy antigua de la que no se conoce el origen exacto. Incluye apenas la freguesia de Aguiar da Beira. De entre los lugares del municipio, solamente Aguiar da Beira tiene estatuto de villa, siendo los restantes lugares aldeas. El municipio de Aguiar da Beira recibió en 1120 fuero de Doña Teresa, madre del rey Afonso Henriques.

## Patrimonio
Ver Aguiar da Beira (freguesia)

## Ciudades hermanadas
La villa de Aguiar da Beira está hermanada con:
- Lisdoonvarna, Irlanda (desde 11 de octubre de 1998)